# Raphanus sativus subsp. niger var. niger
El rábano negro (Raphanus sativus L. var. niger J. Kern) es un tubérculo de la familia Brassicaceae y es una variedad de rábano de invierno. También se le llama rábano negro español o rábano de Erfurter.
La raíz comestible tiene la piel negra, dura y carne blanca. Hay variedades redondas y alargadas. Al igual que otros rábanos, el rábano negro tiene un sabor fuerte debido a varios compuestos químicos que la planta usa principalmente como defensa contra plagas. Algunos de estos fitoquímicos se producen en altas concentraciones.

## Historia
La domesticación y la historia temprana de los rábanos no están completamente resueltas. El rábano negro probablemente se originó de Raphanus maritimus, mientras que las variedades de rábano de primavera se originaron de Raphanus landra.  El cultivo se remonta al Antiguo Egipto, donde las ilustraciones en las tumbas muestran un uso extensivo de una larga variedad de rábanos. La región de la actual Siria es, probablemente, el origen geográfico de este rábano. Se menciona por primera vez en Europa en 1548. En ese momento era una de las variedades de rábano más comunes, pero perdió su importancia con la introducción de nuevas variedades, aunque se cultivó ampliamente hasta principios del siglo XX. En la segunda mitad de ese siglo las variedades de rábano de primavera se impusieron, y quedó "olvidado" en la cocina europea. Ahora se considera una variedad "antigua" y disfruta de una renovada popularidad como alimento saludable, a través de menciones en blogs y revistas de estilo de vida y comida.

## Descripción

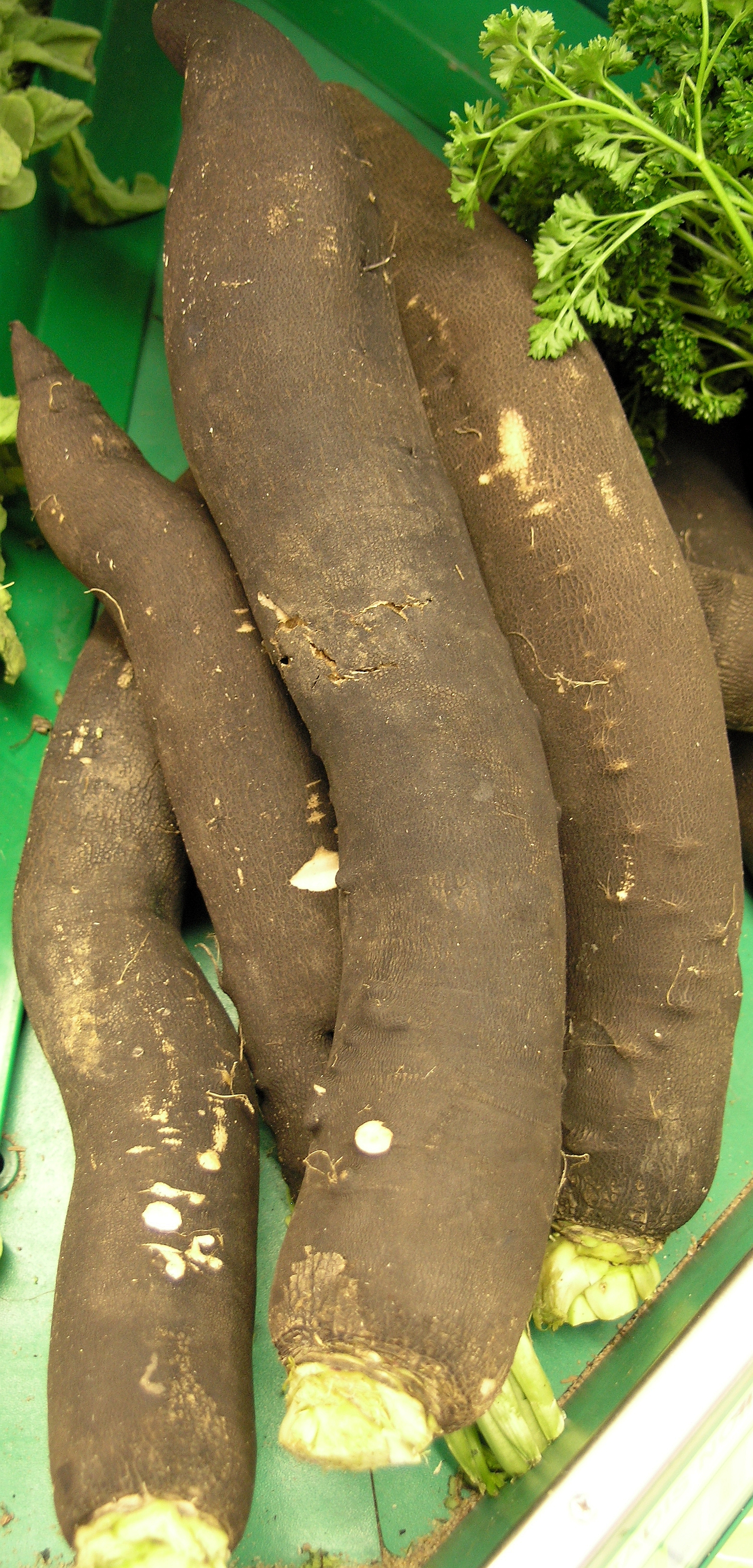
Rábano negro, variedad larga

El rábano negro es una planta anual cuya raíz está envuelta en una piel negra o marrón apagada y con una pulpa blanca. Por lo general, el rábano negro es más grande que las variedades de rábano de primavera y crece entre siete y diez centímetros de diámetro o longitud. Las plantas pueden alcanzar una altura de 50 cm. Según la variedad, los rábanos son redondos, cilíndricos o alargados.

## Cultivo
El rábano negro tarda entre 35 y 55 días o un poco más en madurar. Se puede sembrar desde mediados de verano y hasta el otoño, dependiendo del clima, y se recolecta en otoño o invierno. Se deben evitar temperaturas demasiado altas durante el crecimiento, porque los rábanos se vuelven leñosos y esponjosos. La siembra se puede realizar directamente en el campo o en semilleros y las plantas se pueden trasladar posteriormente al campo. Deben espaciarse de 5 a 10 cm entre sí, o incluso más, si se desean rábanos más grandes. Las semillas deben sembrarse a una profundidad de 0.6 a 1.2 cm. Requiere suelo arcilloso y bien drenado, con un pH de 5.9 a 6.8. Las plantas deben recibir alrededor de seis a ocho horas de sol. La cosecha debe tener lugar una vez que la parte superior del rábano sobresalga del suelo. Las plagas conocidas son los gusanos de la raíz de la col, lo gusano cortadores y los escarabajos de las pulgas.
Para el almacenamiento, las plantas maduras se pueden mantener en el suelo si las temperaturas son bajas. El rábano también puede conservarse durante meses en un sótano o almacenarse en el frigorífico durante un máximo de tres semanas en un rango de 0 a 5 °C.

## Alimento
El rábano negro se puede comer crudo como ensalada o cocinado en sopas o guisos. La piel también se puede consumir siempre y cuando parezca fresca y no huela a moho. El fuerte sabor de la raíz se puede reducir agregándole sal cuando está cruda.

## Medicina
En la medicina popular, el jugo de rábano negro contiene glucosinolatos, la glucorafasatina y la glucorafanina son los más abundantes y se han utilizado, por ejemplo, para estimular la función biliar y en la prevención de cálculos biliares de colesterol.